# Daewoo
Daewoo (произн. Деу̀; на кор.: 대우 (хангъл), 大宇 (ханча); букв. „голяма вселена“), известен също като Daewoo Group, е бивш основен южнокорейски чебол (вид финансово-промишлен конгломерат) и производител на автомобили.
Основан е на 22 март 1967 г. като Daewoo Industrial и е обявен в несъстоятелност на 1 ноември 1999 г. с дългове от около 50 млрд. щ.д. (еквивалентни на 91 млрд. щ.д. днес). Преди азиатската финансова криза от 1997 г. Daewoo е вторият по големина конгломерат в Южна Корея след Hyundai Group и след Lucky-Goldstar (по-късно станала LG Corporation). В Daewoo Group е имало около 20 подразделения, някои от които оцеляват като независими компании.

## Криза и колапс
През 1998 г. Daewoo Group изпада в дълбоки финансови проблеми поради азиатската финансова криза от 1997, все по-несигурните отношения с корейското правителство при президента Ким Де Чун и собственото си лошо финансово управление. Корейското правителство същевременно ограничава достъпа до евтини и почти неограничени кредити.
През 1998 г., когато икономическата криза принуждава по-голямата част от чеболите да правят съкращения, Daewoo добавя 14 нови фирми към своите съществуващи 275 дъщерни дружества, и то след годината, в която групата загубва общо 458 000 000 щ.д. В края на 1997 г. четирите най-големи чеболи в Южна Корея имат дългове близо пет пъти по-големи от собствения си капитал. Докато Samsung и LG Corp съкращават средствата в разгара на икономическата криза, Daewoo поема нов 40% дълг.
През 1999 г. Daewoo, вторият по големина конгломерат в Южна Корея с интереси в около 100 страни, фалира с дългове от около 50 млрд. щ.д. (еквивалентни на 91 млрд. щ.д. през 2023 г.).
Скоро след катастрофата Ким У Чун бяга във Виетнам и оттам във Франция. Ким се завръща в Корея през юни 2005 г., след прекарани 6 години в чужбина, и незабавно е арестуван. Той е обвинен в организиране на счетоводни измами на стойност 41 трилиона вона (43,4 млрд. щ.д.), незаконно заемане на 9,8 трилиона вона (10,3 млрд. щ.д.) и контрабандно изнасяне на 3,2 млрд. щ.д. от страната, според южнокорейската информационна агенция Yonhap. На 30 май 2006 г. Ким е осъден на 10 години затвор по обвинения за измама и присвояване. В последния ден от процеса Ким се обръща през сълзи към съда: „Не мога да избегна отговорността си за това, че закопчах неправилно последното копче от съдбата си“.

## Разпадане и настоящ статус
Групата е реорганизирана в три отделни части: Daewoo Corporation, Daewoo Engineering & Construction и Daewoo International Corporation. Те са активни на много пазари, най-вече в обработката на стомана, корабостроенето и финансовите услуги. Корпоративното образувание, известно като Daewoo Corporation, сега е известно като Daewoo Electronics и е фокусирано единствено върху производството на електроника.
Daewoo Electronics оцелява до днес, въпреки фалита, с ново лого на марката DE, но много от другите дъщерни дружества и подразделения са станали независими или просто са закрити. В Северна Америка продуктите на Daewoo Electronics се предлагат в магазините на Target под марката Trutech.
През 2004 г. General Motors изтегля марката автомобили Daewoo от Австралия и Нова Зеландия, позовавайки се на непоправими щети на марката. По-късно същата година GM обявява, че Daewoo Motors в Европа ще бъде преименувана като Chevrolet на 1 януари 2005 г. През 2005 г. е обявено, че автомобилите Daewoo ще имат емблемата Holden в Австралия и Нова Зеландия. В Южна Африка, Тайланд и Близкия изток моделите на Daewoo вече са с марката Chevrolet. В Южна Корея Daewoo е преименуван на GM Korea.
Като част от реорганизацията на компанията е реорганизирано съдържанието и структурата на бранд портфолиото (бранд архитектурата). През 2011 г. GM прекратява марката Daewoo в Южна Корея и Виетнам и я заменя с марката Chevrolet. Марката остава използвана от GM в различни страни от ОНД, където има силно присъствие, като Беларус, Таджикистан, Молдова, Казахстан и Узбекистан до средата на 2010 г. Брандът постепенно е премахнат и заменен от Chevrolet или Ravon.
Производителят на търговски превозни средства на Daewoo е погълнат от Tata Motors.

## Брандът Daewoo днес
Към септември 2022 г. компаниите, които остават с марката Daewoo, са:
- Daewoo E&C – специализиран в строителството;
- Daewoo Express – компания за междуградски автобусни превози, обслужващ над 60 дестинации в Пакистан;
- Tata Daewoo – специализиран в търговски превозни средства, изцяло притежаван от Tata Motors от Индия;
- Zyle Daewoo Bus – производство на автобуси.